# Terry Boss
Terrence Boss (Philomath, Oregon, 1981. szeptember 1. –) amerikai labdarúgókapus és labdarúgó-edző, 2025-től a Lexington SC vezetőedzője.

## Játékosként

### Egyetemi
2000 és 2004 között a Tulsa Golden Hurricanes tagja volt, emellett 2003-ban és 2004-ben több USL2-beli csapatban játszott.

### Profi
2005-ben a Charlotte Eagles, 2006–2007-ben pedig a Puerto Rico Islanders játékosa volt. 2008-ban visszatért az Eagleshöz, majd 2008. szeptember 15-én a New York Red Bullshoz szerződött, viszont keresztszalag-szakadása miatt nem léphetett pályára, és 2009. május 27-én kirúgták.
2009. június 26-án a Seattle Sounders FC tagja lett; első MLS-beli mérkőzését 2010. április 22-én játszotta az FC Dallas ellen.
2011. november 30-án több agyrázkódást követően visszavonult.

### Válogatott
A Puerto Ricó-i labdarúgó-válogatott tagjaként játszott a Dominikai Köztársaság elleni 2008. márciusi világbajnoksági selejtezőn.

## Edzőként
2014 és 2017 között négy szezonig a Virginia Cavaliers helyettese, 2018 és 2022 között az Oreogn State Beavers vezetőedzője volt. 2018-ban a Pac-12 Conference az év edzőjének választotta. 2019 januárjában a nemzeti válogatott edzője lett.
2022-ben távozott a Beaverstől, 2023-ban pedig az Austin FC edzőhelyettese lett.
2024 decemberében a Kentucky állambeli Lexington SC vezetőedzőjévé nevezték ki.

## Családja
Fivére, Kevin a New York Giants játékosaként Super Bowlt nyert.

## Bajnokságok
- USL második divízió (2005)
- Lamar Hunt U.S. Open Cup (2010, 2011)

## Fordítás
- Ez a szócikk részben vagy egészben  a   Terry Boss című angol Wikipédia-szócikk ezen változatának fordításán alapul.  Az eredeti cikk szerkesztőit annak laptörténete sorolja fel. Ez a jelzés csupán a megfogalmazás eredetét és a szerzői jogokat jelzi, nem szolgál a cikkben szereplő információk forrásmegjelöléseként.